# 고토 에리코
고토 에리코(일본어: 後藤えり子, 1968년 8월 24일 ~ )는 일본의 여자 AV 배우이다. 1988년에 니시자키 아야(일본어: 西崎彩)라는 예명으로 데뷔했으며 1990년 4월에 미국으로 유학하면서 활동을 중단했다. 1991년 6월에 일본으로 귀국하면서 지금과 같은 예명으로 바꿨고 2003년에 은퇴할 때까지 AV 배우로 활동했다.